# Exomalopsis testacea
Exomalopsis testacea är en biart som beskrevs av Smith 1854. Exomalopsis testacea ingår i släktet Exomalopsis och familjen långtungebin. Inga underarter finns listade i Catalogue of Life.